# Wright R-1300
Il Wright R-1300 Cyclone 7 era un motore aeronautico radiale 7 cilindri a singola stella raffreddato ad aria, prodotto negli anni quaranta dalla statunitense Curtiss-Wright Corporation.

## Storia
Durante le fasi della seconda guerra mondiale la Curtiss-Wright aveva l'esigenza di integrare la propria gamma di motori radiali nella fascia degli 800 hp (596 kW). Per ottenerlo senza dover ricorrere ad un nuovo progetto si decise di ottenerlo dal Wright R-2600 14 cilindri a doppia stella della serie Cyclone.

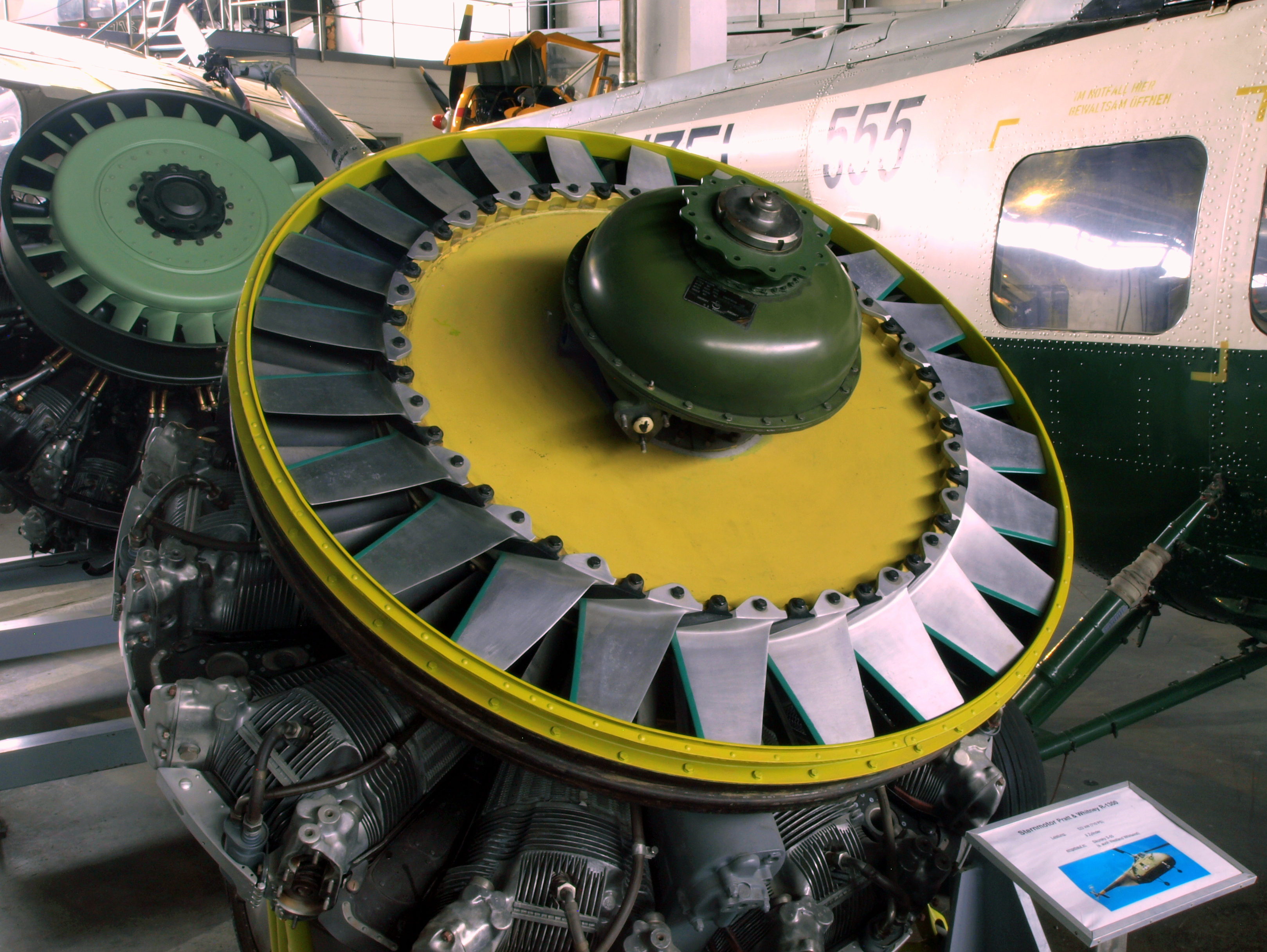
Un R-1300-3

L'R-1300 era essenzialmente la versione dell'R-2600 ad una sola fila di cilindri del quale conservava molta componentistica interna e che ovviava alla necessità di doversi munire di ulteriori pezzi di ricambio e che permetteva inoltre all'azienda di poterlo velocemente mettere in produzione. In realtà, benché il primo prototipo avesse effettuato i test di prova già nel 1942, non si riuscì a metterlo in produzione sino al 1949, quando oramai i motori aeronautici a pistoni stavano lasciando sempre più spazio allo sviluppo dei nuovi turbogetto. Per questo motivo l'R-1300 si trovò ad essere utilizzato su una limitata gamma di velivoli.
Le sue applicazioni militari più note sono stati l'addestratore North American T-28 Trojan e l'elicottero Sikorsky UH-19 Chickasaw, la versione militare del Sikorsky S-55. Quest'ultimo era dotato di una versione, la R-1300-3, dalla minore potenza massima erogata, modifica necessaria per ovviare a possibili surriscaldamenti. Data la particolare installazione nel muso, venne inoltre dotato di un impianto di raffreddamento con aria forzata supplementare per garantire il mantenimento delle temperature d'esercizio entro valori accettabili.
L'R-1300 venne prodotto su licenza anche dalla Kaiser-Frazer e successivamente dalla Lycoming.

## Versioni
- R-1300-1 - versione standard. Potenza 800 hp (596 kW)
- R-1300-3 - versione specifica per elicottero con raffreddamento ad aria forzata. Potenza 690 hp (515 kW).

## Utilizzatori

### Aerei
Francia
- Dassault MD 316T (prototipo)

 Spagna
- Hispano Aviación HA-100F-1 (prototipo)

 Stati Uniti
- North American T-28 Trojan
- Rockwell Thrush Commander

### Dirigibili
Stati Uniti
- N class blimp

### Elicotteri
Regno Unito
- Westland Whirlwind

 Stati Uniti
- Sikorsky UH-19 Chickasaw
- Sikorsky S-55